# Desertshore
Desertshore è il terzo album solista di Nico. Fu pubblicato nel Dicembre 1970 dall'etichetta Reprise.

## Descrizione
Il disco è prodotto da John Cale e Joe Bayd. Come il precedente lavoro di Nico, è un album avant-garde con elementi neoclassici.
L'album è spesso considerato il capolavoro di Nico, la quale scrive i testi che lo compongono, e suona l'armonium. Il brano Le Petit Chevalier è una nenia infantile cantata da Ari Boulogne, il figlio di Nico, il quale all'epoca era solo un bambino.
Il fronte e il retro della copertina dell'album, mostrano immagini tratte dal film La cicatrice interieure di Philippe Garrel. Alcune canzoni del disco furono inserite nel film.
Durante il funerale di Nico a Berlino nel luglio 1988, la canzone Mütterlein, brano tratto dall'album, fu eseguita da alcuni amici della cantante.

## Tracce
- Tutti i brani sono composti da Nico.

1. Janitor of Lunacy – 4:01
2. The Falconer – 5:39
3. My Only Child – 3:27
4. Le Petit Chevalier – 1:12
5. Abschied – 3:02
6. Afraid – 3:27
7. Mütterlein – 4:38
8. All That Is My Own – 3:54

## Musicisti
- Nico: voce, armonium
- John Cale: tutti gli altri strumenti eccetto la tromba
- Ari Boulogne: voce in Le Petit Chevalier